# Lac de Montcineyre
Le lac de Montcineyre est un lac d’origine volcanique situé dans le Massif central, plus précisément dans la région Auvergne-Rhône-Alpes, dans le département du Puy-de-Dôme, à la limite entre les monts Dore et le massif du Cézallier, sur le territoire de la commune de Compains.
Situé à 1 182 m d'altitude, c'est un lac naturel : le puy de Montcineyre, en barrant le cours d'une rivière, a formé ce lac qui a une forme de croissant, une profondeur de 20 mètres et une superficie de 40 hectares.

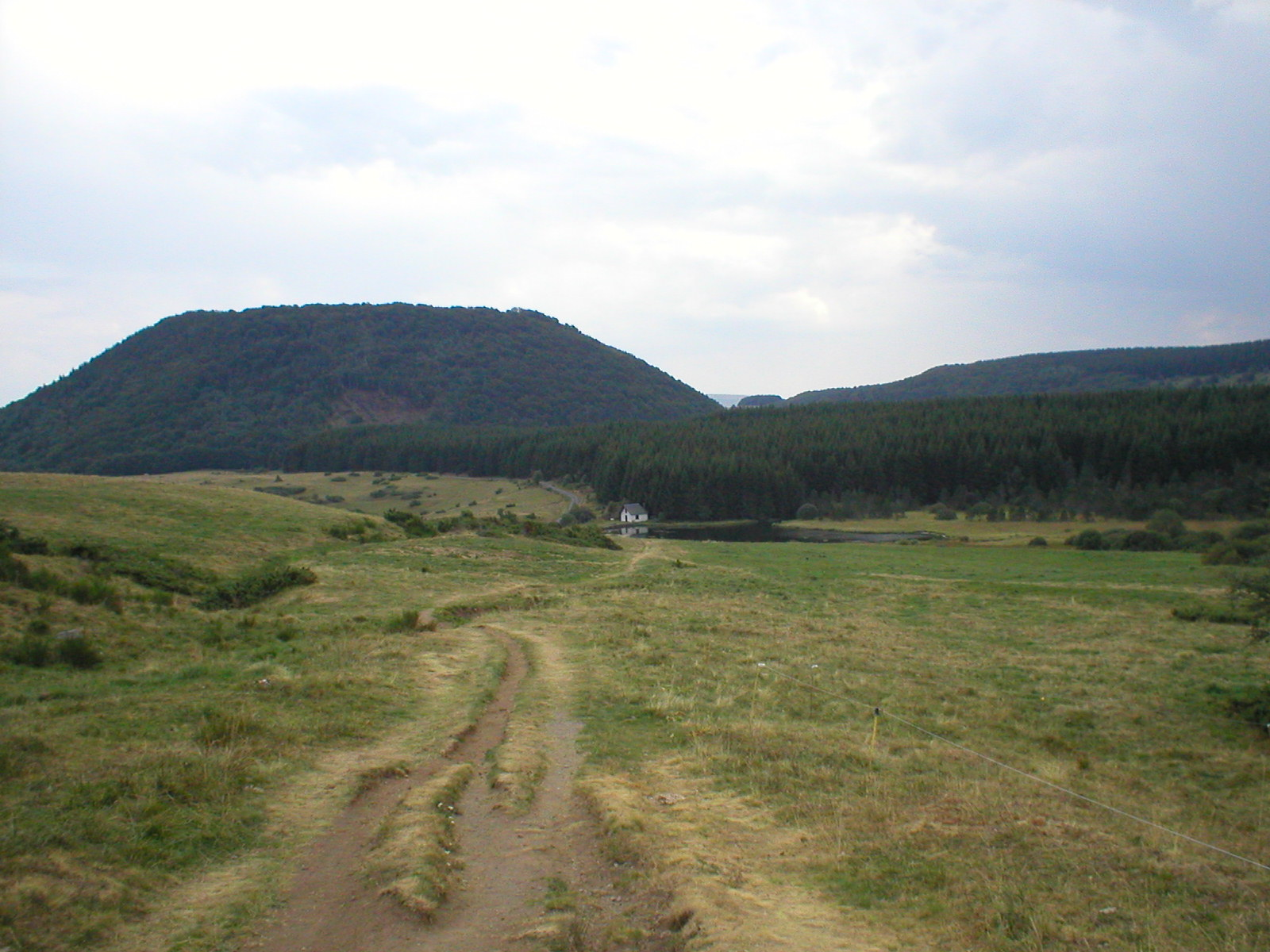
Le puy de Montcineyre

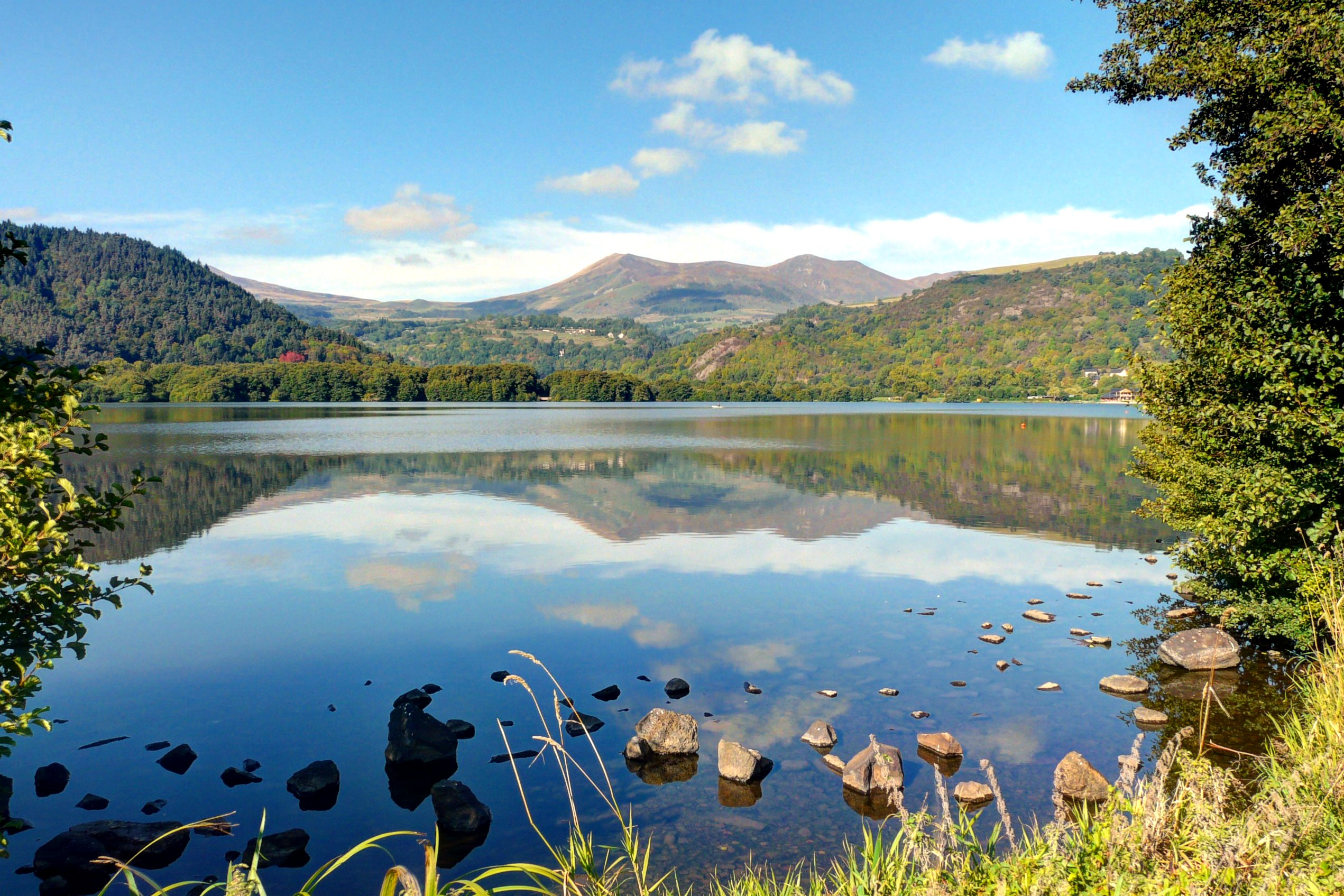
Le lac Chambon, autre exemple de ce type de lac ; le Tartaret en barrant le cours d'une rivière a formé ce lac.